# موهره توپیان
موهره توپیان (به انگلیسی: Mohra Topian) یک روستا در پاکستان است که در پنجاب واقع شده‌است.